# Per Nordeman
Per Alfred Nordeman, född 4 december 1866 i Stora Harrie församling, Malmöhus län, död 14 december 1931 i Stockholm, svensk civilingenjör och industriman. 
Nordeman avlade mogenhetsexamen i Malmö 1886 och genomgick Kungliga Tekniska högskolan 1887–90. Han anställdes 1890 vid Jonsereds Fabrikers AB, där han 1895 blev chefsingenjör vid den välkända verkstaden för träbearbetningsmaskiner och bland annat representerade företaget vid världsutställningen i Paris 1900. 
År 1905 utsågs Nordeman till direktör för Maskinfabriksaktiebolaget Scania i Malmö (som efterträdare till Hilding Hessler). Denna fabrik hade huvudsakligen tillverkat cyklar men försöksvis även framställt bilar. Efter Nordemans tillträde omlades fabriken successivt för uteslutande bilfabrikation. 
År 1911 genomfördes en sammanslagning mellan Scaniafabriken och VABIS i Södertälje, som dittills vid sidan av sin huvudfabrikation av järnvägsvagnar även tillverkat bilar. För det nya företaget, som erhöll namnet Scania-Vabis, blev Nordeman chef. Nordeman förlade motor- och personbiltillverkningen helt till Södertälje och lastbilstillverkningen helt till Malmö. Specialiseringen möjliggjorde uppläggandet av större tillverkningsserier av de olika typerna och tillverkningen upp drevs raskt till en för våra förhållanden betydande omfattning. Lyxbilar och droskbilar av märket Scania-Vabis blev nu allt vanligare. Man levererade också fordon till större brandkårer, postverket samt av armén, samtidigt som exporten ökade. Filialer anlades samtidigt både i Sverige och utomlands. En ny svensk storindustri hade sålunda vuxit fram under Nordemans ledning. 
Nordeman kvarstod som chef för Scania-Vabis till 1919. Då han detta år avgick, intog AB Scania-Vabis en högt ansedd, tekniskt som ekonomiskt stark ställning. Efter 1919 övergick Nordeman till egen affärsverksamhet, men ohälsa tvingade honom under sina sista år till overksamhet.